# Ambloctonus
L'ambloctono (gen. Ambloctonus) è un mammifero estinto, appartenente agli ossienodonti. Visse nell'Eocene inferiore (circa 55 - 50 milioni di anni fa) e i suoi resti fossili sono stati ritrovati in Nordamerica.

## Descrizione
Questo animale doveva essere vagamente simile a un felide dalla struttura robusta e dotato di una testa particolarmente grande in relazione al resto del corpo. Rispetto ad altri animali simili come Palaeonictis, Ambloctonus era caratterizzato dalla riduzione del secondo molare inferiore, quasi privo di talonide, del tutto privo di metaconide e con protoconide e paraconide uniti tramite una cresta tagliente. Il primo molare inferiore conservava un talonide cavo, molto sviluppato, con trigonide dai denticoli allungati, leggermente a mezzaluna.

## Classificazione
Il genere Ambloctonus venne descritto per la prima volta da Edward Drinker Cope nel 1875, sulla base di resti fossili ritrovati in terreni dell'Eocene inferiore del Nuovo Messico; la specie tipo è Ambloctonus sinosus, rinvenuta in seguito anche in Wyoming. Sempre nello Wyoming sono stati ritrovati i fossili di altre due specie attribuite allo stesso genere, A. major e A. priscus.
Ambloctonus è il genere eponimo degli Ambloctoninae, una sottofamiglia di ossienodonti caratterizzati da molari meno taglienti rispetto alle altre forme del gruppo, il cui più noto rappresentante è Palaeonictis.